# ゼロカーボンベースボールパーク
ゼロカーボンベースボールパーク (ZERO CARBON BASEBALL PARK) は、兵庫県尼崎市にある運動施設群である。2025年2月20日竣工。
阪神電気鉄道（阪神電鉄）阪神本線・阪神なんば線大物駅近くの小田南公園を再整備したもので、環境省が2022年に選定した「第1回脱炭素先行地域」の一つ。エリア内の「ベースボールパーク」（メイン球場）は、2025年シーズンから阪神タイガース二軍が専用球場（本拠地）として使用しており、尼崎市では「ゼロカーボンベースボールパーク」の整備を「阪神タイガース・阪神電鉄との官民連携による小田南公園の再整備事業」と位置付けている。
本項目では以下、整備当初の小田南公園や再整備事業の経緯についても記載する。メイン球場については日鉄鋼板SGLスタジアム尼崎、旧小田南公園内に所在していた軟式野球場については尼崎市小田南公園軟式野球場の各項目を参照。

## 阪神二軍移転前の小田南公園
大物駅北側（徒歩5分圏内）にあり、1965年まで稼働していた尼崎紡績→大日本紡績（現ユニチカ）の工場跡地を、ゴルフ練習場などに利用されていた後で尼崎市が取得し、日本国内における防災公園の第1号として1983年に開園。「防災公園として定常時に親しみ、安全のイメージを定着させているか」が避難行動の迅速さや円滑さを左右するという問題意識に沿って、「手軽に運動を楽しみ、自然を身近に感じられる場」として、多目的グラウンド・ため池広場・緑地などを順次整備していった。工場に隣接していることから、公園の設計に際しては、工場内の危険物が爆発した場合の爆風圧を想定した倒木のシミュレーションなどを実施した。
公園の面積はおよそ3.5ヘクタールで、市内の公園・緑地としては3番目に広く、軟式野球場・多目的グラウンド・ため池広場などを擁していた。住宅街に近いことから「周辺住民の憩いの場」としても機能していて、2021年の時点では年間で14万人以上の市民が利用していた。

## 阪神二軍施設の誘致

### 誘致までの経緯

#### 尼崎市側の事情
小田南公園は老朽化の進行に伴って、災害発生時の避難場所・防災施設としての機能を改善することが急務になっていた。周辺の地域も人口減少の慢性化や少子高齢化などの課題に直面していたことから、尼崎市では「尼崎21世紀の森プロジェクト」の一環として、小田南公園・大物公園・大物川緑地などを含む「阪神大物駅周辺地区」の再整備・公園機能の再編を計画した。「憩い・遊びの場」「緑の散策路」といった役割を充実させることや、地区外にある市所有施設との連携による観光資源の創出を通じて、地域の活性化を図ることを目指していた。

#### 阪神側の事情
阪神タイガース（阪神球団）では、1979年から1994年まで尼崎市の阪神浜田球場、1995年から西宮市の阪神鳴尾浜球場を二軍の本拠地に使用していた。一軍の本拠地である阪神甲子園球場の東側に1962年から開設していた選手寮「虎風荘」も、鳴尾浜球場の使用開始に伴って同球場の場外（練習施設を併設した新築の建物）に移転していた。しかし、その後鳴尾浜では球場や練習施設の老朽化が進んでいったにもかかわらず、立地面の制約から施設の拡張が難しい状況にあった（阪神鳴尾浜球場#歴史も参照）。一方、阪神の看板選手だった掛布雅之が二軍監督に就任した2015年以降、二軍（ウエスタン・リーグ公式戦）の主催試合が鳴尾浜球場で開催されるたびにファンが殺到するようになる。鳴尾浜球場では常設の観客席が500席に限られていたため、入場制限や、通常は使用しない外野（ライト側）の場外を立ち見用に開放することも相次いでいた。
このような事情から、阪神球団では2016年から二軍本拠地の再移転を検討しており、オリックス・バファローズが運営する神戸総合運動公園野球場（ほっともっとフィールド神戸）や、オリックス二軍の本拠地であった神戸総合運動公園サブ球場（神戸第二球場）などが移転先の候補に挙げられていた。これは、オリックスが本拠地を京セラドーム大阪に一本化したことで神戸総合運動公園がオリックス主催の公式戦に使われる機会が減少したこと、またオリックス二軍も本拠地や選手寮・室内練習場などの関連施設を大阪市此花区の舞洲へ移転させる計画を進めていたことが背景にあった。

#### 構想立案から正式発表まで
尼崎市では以上の事情を踏まえて、阪神二軍の施設を「スポーツ・観光振興施設」として小田南公園へ誘致することを構想し、4,000席程度の客席を常設した新球場の建設を視野に、阪神球団・阪神電鉄などとの間で2016年から協議を重ねていた。
当初の構想では、公園内に存在していた軟式野球場の配置変更・面積縮小、多目的グラウンドの面積の縮小、ため池広場の廃止などが検討されていた。しかし、阪神球団が小田南公園を二軍本拠地移転先の有力候補に挙げていることが2020年10月に報じられ、尼崎市では近隣住民・公園利用者を対象に翌11月からアンケート調査を実施した。調査に際しては、上記の検討事項や、新球場を夜間に利用する可能性を明示した。その結果、有効回答2,738件のうち、誘致構想に賛成57.3%、「どちらかと言えば賛成」を含めれば75.4%と、賛成数が過半数を占めた一方で、賛否とは別に公園内の自然環境や市民の利用環境が損なわれることを懸念する意見が多く寄せられた。
尼崎市ではこのアンケートの結果を基に、小田南公園を大物公園などと一体的に整備する方向に誘致計画を修正した。この修正案は住民への説明などを経て2021年5月13日の市議会で承認され、同月21日、阪神電鉄・阪神球団との間で「小田南公園整備事業に関する基本協定」を締結した。阪神球団も同年12月22日、二軍施設を公園内へ移転することを正式に発表した。

### 誘致に伴う公園の整備
小田南公園整備事業に関する基本協定では、小田南公園の整備区域は北側の第1工区（阪神本線と阪神なんば線の高架橋に挟まれた公園供用部分の土地）と南側の第2工区（尼崎市がなんば線高架橋の南側で所有する公園未供用部分の土地）に分割されていた。第1工区では、阪神球団が二軍の本拠地として使用する「メイン球場」（3階建ての球場で最大収容人数4,400人）とサブグラウンド、球団がグラウンドの管理業務を担う市民向けの野球場（小田南野球場）、および一般向けの園地を阪神電鉄が建設・整備した後に、施設を尼崎市へ寄附する。第2工区には球団の室内練習場、選手寮・クラブハウスなどを建設する。尼崎市は、これら施設の供用を2025年2月に開始する目途が立った時点で、施設の営業権を40年契約で阪神電鉄に付与する。いずれの工区も、1965年まで稼働していた紡績工場の跡地（詳細前述）で、尼崎市が旧小田南公園の先行開園前後（1979年から1986年頃までの期間）に更地の状態で取得していた。
メイン球場が大物駅北口から徒歩5分圏内の場所に建設されることに伴い、阪神電鉄は同駅と球場をつなぐ歩道を整備し、既設の遊歩道を拡幅したうえで、自転車専用道路と歩道を分離するほか、沿道に緑地帯を新設する。旧小田南公園にあった樹木約1,300本の一部（300本以上）は、保存するか、園内の別の場所に移植する。市民に親しまれていた遊歩道のイチョウ並木（総距離およそ300メートル）については、西側の一部を残して伐採する。ただし、尼崎市が再整備構想を公表した直後から「並木を残してほしい」との要望が数多く寄せられたことを踏まえ、伐採した樹木の一部を公園の北側に移植する。また、メイン球場と市民野球場の南側に約160本の樹木を新たに植えるほか、市民が散歩やランニングなどに活用できる周回路を備えた芝生広場（小田南公園広場）をメイン球場の西側に新設する。旧園内の梅林を構成していたウメの木をこの広場の南側に植え替える一方で、芝生広場の外周には桜を新たに植えることになっている。
工事の期間中、尼崎市は園内の一般開放を休止しており、多目的広場の代替施設として大物公園を、軟式野球場の代替施設として他の市営公園内の野球場を案内しているほか、事前の利用申込を条件に市立琴ノ浦高校のグラウンドを無料で開放している。一方、公園の再整備に合わせて「小田南公園周辺地域活性化基金」を創設した。尼崎市民と阪神球団の交流イベントの開催など周辺地域の活性化に資する取り組みにこの基金を活用するための一環として、2023年11月27日から「阪神タイガースファーム（二軍）活性化寄付金」が募集されており、2024年7月31日までの受付分のうち3万円以上の寄付者を、メイン球場を含む二軍施設の内覧会（2025年2月21日からの3日間開催予定）に招待する。

## ゼロカーボンボールパーク
東側から順に、小田南野球場、メイン球場、阪神二軍施設、小田南公園広場などが配置される。施設内の駐車場は、阪神球団主催試合の観戦や練習見学以外の利用者に限って開放する方針である。
また、旧公園が「防災公園」としての機能を有していたことを踏まえて、災害が発生した場合にパーク内の施設を近隣住民の一時避難場所として活用することが想定されており、非常用コンセント、発電機、防火水槽をメイン球場、備蓄倉庫を小田南野球場に設ける。また、公園一帯が左門殿川に近いことから、パーク内の地盤を平均で40センチメートル嵩上げする。さらに、浸水対策の一環として、主な電気設備をメイン球場の2階に集約している。

### 環境省指定の「第1回脱炭素先行地域」
「ゼロカーボンボールパーク」という名称は、尼崎市と阪神電鉄が、小田南公園一帯の再整備に際して「省エネルギー化の徹底、再生可能エネルギーを活用できる設備の導入、電力の地産地消などの取り組みを通じて、民生部門の電力消費に伴う『カーボン』（二酸化炭素排出量）を2023年度までに事実上『ゼロ』にする」という目標を掲げていることに由来する。
尼崎市と阪神電鉄は、環境省が2022年1月25日から2月21日までの期間で実施した「第1回脱炭素先行地域」の公募に際して、上記の目標に沿った「阪神大物地域ゼロカーボンベースボールパーク整備計画」を共同で提案した。この提案が環境省の脱炭素先行地域評価委員会で審議された結果、小田南公園を含む阪神大物地域は、2022年4月26日付で同省から「第1回脱炭素先行地域」の一つに選定された。この計画における阪神二軍施設での取り組みについては後述。

## 再整備工事
当初の計画では、球団関連施設の建設を2022年12月から始めることになっていたが、実際には数回にわたって着工が延期され、ようやく2023年5月18日、メイン球場敷地の内野フェアグラウンド予定地内で着工式の挙行に至った。
ところが、施設の大規模な基礎工事に本格的に着手した2023年8月頃から、紡績工場の痕跡と見られる大量の瓦礫が地中から相次いで見つかった。尼崎市が同年12月中旬までに確認したところでは、この時期までに見つかった瓦礫の総重量は最大で1万8000トンと見込まれていて、第二次世界大戦中の空襲で焼失した工場建屋の基礎部分も含まれていた。
尼崎市は「小田南公園整備事業に関する基本協定」を阪神電鉄と締結した際、土地所有者としての責任を負うことを確認しており、埋設物の撤去についてもあくまで市が責任を負うという認識のもと、施工主の阪神電鉄が撤去したうえで、撤去費用の全額（最大でおよそ8億円）を市が負担するという方針で臨んだ。一方、周辺の住民に対しては、レンガとコンクリートが一体になっていて分別に想定以上の手間がかかるために撤去費用が高額となると説明しつつ、実際の費用は当初予想していた8億円の7割程度になるという見込みを伝えた。住民の一部からは、土地所有者としての責任を全うするために撤去費用の負担を阪神電鉄に求めない市の姿勢に反対する声や、埋設物の所在をめぐる市の見通しの甘さを指摘する声も上がった。

## 開業
2025年2月20日、竣工式およびオープニングセレモニーが行われ、タイガース前監督で球団顧問の岡田彰布をはじめとする球団関係者が来場し、マスコミに公開された。

## 阪神タイガース二軍施設
- 主球場：日鉄鋼板SGLスタジアム尼崎
- タイガース練習場（内野のみ）
- 室内練習場
- 選手寮兼クラブハウス「虎風荘」

### メイン球場以外の球団施設
室内練習場
平屋建て、延べ床面積は6,160平方メートルで、甲子園球場に隣接の室内練習場より1.5倍ほど広い。また、打撃練習レーンを内野グラウンドに3か所、練習用のボールを自動で回収する設備を3か所設置できるように設計しているほか、ブルペンを6レーン常設する。
選手寮兼クラブハウス「虎風荘」
選手寮は地上3階建ての鉄骨造りで38室が用意され、クラブハウスを併設するほか、75台分の駐車場を備える。工事期間中の2024年3月1日には、阪神球団がメディア向けの内覧会を開催し、「虎風荘」という名称を新しい選手寮でも使用することや、リハビリ用の流水プールをクラブハウス内に設けることなどを新たに公表した。

### 「ゼロカーボン」の達成に向けた取り組み
環境省による第一回炭素先行地域に選定され環境整備など様々な取り組みや工夫がされている。メイン球場のバックスクリーン背面および室内練習場・選手寮兼クラブハウスの屋上には、「創エネ」と銘打ってソーラーパネルを設置する。メイン球場では蓄電池と併用することによって、場内で想定される年間使用電力量の80%強（73万キロワット）の発電や、年間で1,000トン以上の二酸化炭素排出量削減を見込んでいる。これらで賄えない電力については、二酸化炭素を一切排出せずに尼崎市立クリーンセンター（ゴミ処理施設）内の廃棄物から生み出される電力で賄う方針である。
また、メイン球場の名称にも入っている日鉄鋼板製の改良型ガルバリウム鋼板「SGL」を含む、性能の高い断熱材を施設の屋根や壁に用いるほか、高効率空調機・全熱交換器・電力消費量の表示装置も導入する。脱炭素に関する認証の取得を目指し、雨水や井戸水、バイオマス製品の活用や、施設内でのごみ回収・リサイクルにも取り組む。
「阪神大物地域ゼロカーボンベースボールパーク整備計画」では、メイン球場、室内練習場、選手寮兼クラブハウスが環境省から「ZEB Ready」（再生可能エネルギーを除いた基準一次エネルギー消費量を、従来の消費量から50%以上削減することに適合した建築物）の認証を受けることも目標に掲げている。メイン球場と室内練習場は特殊な形状の施設であることから、「ZEB Ready」と認定された場合には、この種の施設としては全国で初めての事例になる。

## 同敷地内のその他の施設
- 尼崎市小田南公園軟式野球場
- 小田南公園広場

## 周辺
- 大物公園
- 大物川緑地